# All Skrewed Up
All Skrewed Up è il primo album del gruppo Oi! britannico Skrewdriver pubblicato dalla Chiswick nel 1977.

## Tracce
1. Where's It Gonna End
2. Government Action
3. Back Street Kids
4. Gotta Be Young
5. I Don't Need Your Love
6. I Don't Like You
7. An-Ti-So-Cial
8. (Too Much) Confusion
9. 9 till 5
10. Jailbait
11. We Don't Pose
12. The Only One
13. Wont Get Fooled Again